# Ostrožac
Ostrožac är en ort i Bosnien och Hercegovina.   Den ligger i entiteten Federationen Bosnien och Hercegovina, i den västra delen av landet, 220 km nordväst om huvudstaden Sarajevo. Ostrožac ligger 385 meter över havet och antalet invånare är 5 456.
Terrängen runt Ostrožac är kuperad åt sydost, men åt nordväst är den platt. Runt Ostrožac är det ganska tätbefolkat, med 93 invånare per kvadratkilometer.. Närmaste större samhälle är Bihać, 11,6 km sydväst om Ostrožac. 
I omgivningarna runt Ostrožac växer i huvudsak lövfällande lövskog.